# Francis Blanche
Francis Blanche (* 20. Juli 1921 in Paris; † 6. Juli 1974 ebenda) war ein französischer Schauspieler und Drehbuchautor.

## Leben
Blanche stand schon mit 17 Jahren auf der Bühne, zunächst beim Cabaret, bald aber auch im Theater. Er arbeitete für das Radio und ab Ende der 1940er Jahre war er auch in Kinofilmen zu sehen, meistens im Komödienfach, gelegentlich auch in Kriminalfilmen. Mit seiner untersetzten Statur verkörperte er überwiegend aufgeregte bis cholerische Persönlichkeiten.
Er schrieb auch Gedichte und Chansons und arbeitete an Drehbüchern mit.

## Filmografie (Auswahl)
Darsteller
- 1953: Der Lohn der Sünde (Minuit quai de Bercy)
- 1954  Das Tollste vom Tollen (Ah les belles bacchantes)
- 1957: Der sechste Mann (Tous peuvent me tuer)
- 1958: Der unfreiwillige Raketenflieger (A pied, à cheval et en spoutnik)
- 1958: Tantchens tolle Neffen (Les motards)
- 1959: Babette zieht in den Krieg (Babette s’en va-t-en guerre)
- 1959: Die grüne Stute (La jument verte)
- 1959: Frau im Fegefeuer (Pourquoi viens-tu si tard?)
- 1960: Ehe französisch (Un couple)
- 1960: Rosemarie GmbH (Anonima cocottes)
- 1961: Der Raub der Sabinerinnen (Il ratto delle sabine)
- 1961: Der siebte Geschworene (Le septième juré)
- 1961: Inspektor Kent haut auf die Pauke (En plein cirage)
- 1961: Wir bitten zu Bett (Les petits matins)
- 1962: Die Jungfrauen (Les vierges)
- 1962: Gelegenheitsarbeiter (Les bricoleurs)
- 1963: Fünf Glückspilze (Les Veinards)
- 1963: Mein Onkel, der Gangster (Les Tontons flingueurs)
- 1963: Bonbons mit Pfeffer (Dragées au poivre)
- 1963: Den Seinen gibt’s der Herr… (Deo Gratias)
- 1963: Die schwarze Tulpe (La tulipe noire)
- 1964: Angst in der Stadt (La grande frousse)
- 1964: Die Frauen sind an allem schuld (Les plus belles escroqueries du monde)
- 1964: Jagd auf Männer (La chasse à l’homme)
- 1964: Mordrezepte der Barbouzes (Les Barbouzes)
- 1964: Schräger Charme und tolle Chancen (La chance et l‘amour)
- 1964: Radieschen von unten (Des pissenlits par la racine)
- 1965: Gelegenheitskauf (La bonne occase)
- 1965: Monsieur Max und die Millionen (La tête du client)
- 1967: Ein Mädchen wie das Meer (La grande sauterelle)
- 1967: Das älteste Gewerbe der Welt (Le plus vieux métier du monde)
- 1967: Die Freunde der Margerite (Les compagnons de la Marguerite)
- 1967: Etappenschweine (La feldmarescialla)
- 1968: Die große Aktion (La grande lessive)
- 1968: Erotissimo
- 1969: Kasimir, mir graut vor dir (Le bourgeois gentil mec)
- 1970: Columbani, gib den Zaster her (La grande java)
- 1970: Was würden Sie an meiner Stelle tun? (Êtes-vous fiancée à un marin grec ou à un pilot de ligne)
- 1971: Die Harte mit dem weichen Keks (La grande maffia)
- 1971: Tödliche Schlagzeilen (L’odeur des fauves)
- 1973: Der Mafioso (O.k. Patron)
- 1974: Der Rücksichtslose (Par le sang des autres)

Regie
- 1962: Tartarin von Tarascon (Tartarin de Tarascon)

Drehbuch
- 1973: Das große Fressen (La grande bouffe)